# إدريس مرشد العزم شاه
السلطان ادريس مرشد العزم شاه ابن راجا بندهارا آلانغ إسكندر (19 يونيو 1849 - 14 يناير 1916) كان سلطان فيرق الثامن والعشرون. وكانت فيرق في ذلك الوقت جزءًا من ولايات الملايو الفيدرالية الخاضعة للإدارة البريطانية.
تميز حكم السلطان بانضمام فيرق إلى ولايات ملايا الفيدرالية، وهي اتحاد من أربع ولايات محمية في شبه جزيرة ملايو، بما في ذلك سلاغور ونكري سمبيلن وفهغ، التي أنشأتها الحكومة البريطانية في عام 1895، واستمرت حتى عام 1946.

## سيرته
ولد راجا إدريس شاه في 19 يونيو 1849 في كوالا كيبوي في كامبار في فيرق. وهو نجل ألانج إسكندر. خلف والد زوجته، السلطان يوسف شرف الدين مظفر شاه، الذي توفي في 26 يوليو 1887، وحكم حتى وفاته في 14 يناير 1916.
في مارس 1900، افتتح جسر فيكتوريا، وهو جسر سكة حديد. وهو أحد أقدم جسور السكك الحديدية في ماليزيا، بُنى بين ديسمبر 1897 ومارس 1900 باعتباره معبرًا فوق نهر فيرق لخدمة صناعة تعدين القصدير المحلية.
حصل على وسام القديس ميخائيل وسانت جورج برتبة فارس قائد فخري في عام 1892، وحصل على وسام الفارس الفخري جراند كروس من وسام القديس ميخائيل وسانت جورج في 27 أبريل 1901، استعدادًا للزيارة الملكية الوشيكة لدوق ودوقة كورنوال ويورك (لاحقًا الملك جورج الخامس والملكة ماري).
في عام 1902 زار المملكة المتحدة لحضور حفل تتويج الملك إدوارد السابع والملكة ألكسندرا، ووصل إلى لندن في أوائل يونيو، واستطالت إقامته حتى الخريف ليحضر الاحتفال الذي أعيد تحديد موعده بعد مرض الملك.

## وفاته
عند عودته إلى فيرق في عام 1911، تدهورت صحته، فنذر بناء مسجد في بوكيت تشاندان في حال تعافيه. وبالفعل أمر بالبدء بتشييد مسجد العبودية لكنه لم يعش ليرى اكتماله. توفي السلطان إدريس في 14 يناير 1916 عن عمر يناهز 66 عامًا. دُفِنَ في الضريح الملكي في كوالا كانغسار. وخلفه ابنه السلطان عبد الجليل كرامة الله ناصر الدين شاه بن السلطان إدريس مرشد العزم شاه.